# Samuel Kalu
Samuel Kalu (26 augustus 1997) is een Nigeriaanse voetballer die bij voorkeur als vleugelaanvaller speelt. In augustus 2018 verruilde hij KAA Gent voor Girondins de Bordeaux.

## Clubcarrière

### Jeugd
Samuel Kalu speelde als jeugdspeler bij de GBS Academy te Jos (Nigeria).

### AS Trenčín
Sinds 1 januari 2016 speelde Kalu voor het Slovaakse AS Trenčín. In totaal speelde hij in 2016 42 wedstrijden voor Trenčín en scoorde er zes doelpunten en gaf acht assists. Hij won dat jaar met Trenčín zowel de titel als de beker.

### KAA Gent
Op 4 januari 2017 werd bekendgemaakt dat Kalu een contract tot 2020 had getekend bij KAA Gent. Hij debuteerde bij Gent in de thuiswedstrijd tegen Sporting Charleroi op 20 januari 2017, die met 1-0 gewonnen werd. Kalu gaf de assist voor het winnende doelpunt van Danijel Milićević. Zijn eerste doelpunt voor Gent maakte hij op 26 februari van dat jaar met de openingstreffer in de wedstrijd Gent-Moeskroen, die eindigde op 3-1.
In februari 2018 plaatste het CIES Football Observatory Kalu op 17 in een top 50 van meest beloftevolle talenten onder de 20 jaar in Europa.

### Girondins de Bordeaux
In augustus 2018 ondertekende Kalu een contract voor vijf seizoenen bij de Franse eersteklasser Girondins de Bordeaux.

### Watford
Op 26 januari 2022 tekende Kalu een contract tot 2025 bij Premier League club Watford FC.

## Carrièrestatistieken
| Seizoen     | Club                  | Land               | Competitie         | Competitie | Competitie | Beker | Beker | Internationaal | Internationaal | Totaal | Totaal |
| Seizoen     | Club                  | Land               | Competitie         | Wed.       | Dlp.       | Wed.  | Dlp.  | Wed.           | Dlp.           | Wed.   | Dlp.   |
| ----------- | --------------------- | ------------------ | ------------------ | ---------- | ---------- | ----- | ----- | -------------- | -------------- | ------ | ------ |
| 2015/16     | AS Trenčín            | Vlag van Slowakije | Corgoň Liga        | 13         | 3          | 4     | 1     | —              | —              | 17     | 4      |
| 2016/17     | AS Trenčín            | Vlag van Slowakije | Corgoň Liga        | 19         | 1          | 3     | 1     | 5              | 1              | 27     | 3      |
| Club Totaal | Club Totaal           | Club Totaal        | Club Totaal        | 32         | 4          | 7     | 2     | 5              | 1              | 44     | 7      |
| 2016/17     | KAA Gent              | Vlag van België    | Jupiler Pro League | 16         | 3          | 0     | 0     | 3              | 1              | 19     | 4      |
| 2017/18     | KAA Gent              | Vlag van België    | Jupiler Pro League | 32         | 6          | 2     | 0     | 2              | 0              | 36     | 6      |
| Club Totaal | Club Totaal           | Club Totaal        | Club Totaal        | 48         | 9          | 2     | 0     | 5              | 1              | 55     | 10     |
| 2018/19     | Girondins de Bordeaux | Vlag van Frankrijk | Ligue 1            | 21         | 3          | 4     | 1     | 7              | 0              | 32     | 4      |
| 2019/20     | Girondins de Bordeaux | Vlag van Frankrijk | Ligue 1            | 20         | 1          | 2     | 0     | —              | —              | 22     | 1      |
| 2020/21     | Girondins de Bordeaux | Vlag van Frankrijk | Ligue 1            | 20         | 4          | 0     | 0     | —              | —              | 20     | 4      |
| 2021/22     | Girondins de Bordeaux | Vlag van Frankrijk | Ligue 1            | 10         | 1          | 0     | 0     | —              | —              | 10     | 1      |
| Club Totaal | Club Totaal           | Club Totaal        | Club Totaal        | 71         | 9          | 6     | 1     | 7              | 0              | 84     | 10     |
| 2018/19     | Watford               | Vlag van Engeland  | Premier League     | 4          | 0          | 0     | 0     |                |                | 4      | 0      |
| Club Totaal | Club Totaal           | Club Totaal        | Club Totaal        | 4          | 0          | 0     | 0     | 0              | 0              | 4      | 0      |
|             |                       |                    |                    |            |            |       |       |                |                |        |        |
| TOTAAL      | TOTAAL                | TOTAAL             | TOTAAL             | 155        | 22         | 15    | 3     | 17             | 2              | 187    | 27     |

Bijgewerkt tot en met 10 mei 2018.